# 国際連合安全保障理事会決議1981
国際連合安全保障理事会決議1981（こくさいれんごうあんぜんほしょうりじかいけつぎ1981、英: United Nations Security Council Resolution 1981）は、2011年5月13日に国際連合安全保障理事会で採択された決議である。コートジボワール（象牙海岸）情勢に関する過去の決議（1933、1942、1946、1951、1962、1967、1968、1975、1980）を想起した上で、安保理は、国際連合コートジボワール活動（UNOCI）の活動期限を2011年7月31日まで延長し、リベリアからの国際連合の部隊の一時的な再派遣の期限を2011年6月30日まで延長した。
リベリアからコートジボワールへの部隊の一時的な派遣は、予定より1カ月早く終わることになった。

## 決議

### 見解
安保理は、決議の序文として、決議1609（2005年）と決議1938（2010年）における国際連合平和維持活動間の協力協定を想起し、必要に応じて国際連合リベリア・ミッション（UNMIL）からUNOCIに追加兵力を一時的に派遣する意向を示した。

### 行為
安保理は、国際連合憲章第7章に基づき、UNOCIの活動期限を2011年7月31日まで延長し、UNMILの部隊の一時的派遣期限も2010年6月30日まで延長した。一時的に派遣される部隊は、歩兵3個中隊、航空隊1個隊、攻撃ヘリコプター3機と乗組員で構成された。
最後に、国際連合事務総長の潘基文は、同日中にUNOCIの任務の評価について報告しなければならないとされた。